# Juanmi Callejón
Juan Miguel "Juanmi" Callejón Bueno (Motril, 11 de fevereiro de 1987) é um futebolista profissional espanhol que atua meio campista pelo Al-etiffaq . Seu irmão gêmeo, José também é um jogador de futebol, e ambos foram graduados do Real Madrid.

## Carreira
Callejón nasceu em Motril, Granada. Em 2005-06, ele jogou 33 partidas e marcou oito gols pelo Juvenil A do Real Madrid e, em março de 2007, ele fez sua estréia sênior para o time B do clube, a temporada 2006-07 na segunda divisão com dois gols substituir aparições como o lado que caiu a um nível de acabamento.
Na campanha de 2007 – 08 que Callejón jogou junto com o irmão José, como Real B foram agora na Divisão 3 em 11 de agosto de 2008 assinou um contrato de quatro anos com o RCD Mallorca, deixando na mesma janela de transferência como seu irmão gêmeo – o grupo de Ilhas Baleares retidos 75% dos direitos do jogador.[4] Ele fez sua La Liga estréia em 25 de setembro de 2008 em uma vitória em casa 2-0 sobre o CD Numancia, começando no que seria o único jogo da liga em toda a temporada.
Em 25 de agosto de 2009 Callejón foi emprestado ao Albacete Balompié na segunda divisão, em um movimento de longa temporada.[5] Ele ficou na categoria de 2010 – 11, juntando Córdoba CF em seu nativa Andaluzia em uma transferência livre.
Em janeiro de 2013, depois de 1½ temporadas de segundo nível do tempo de jogo irregular com Hércules CF, agente livre Callejón assinou pelo Levadiakos, da Grécia em um negócio de 1½-ano.